# Aldo Damo
Aldo Damo (San Donà di Piave, 21 aprile 1906 – Treviso, 16 gennaio 1978) è stato un partigiano e politico italiano, membro della Consulta nazionale.

## Biografia
Proveniente da una famiglia antifascista, emigrò per lavoro a Vercelli, dove nel 1936 aderì al movimento Giustizia e Libertà. Nello stesso anno fu arrestato e condannato dal Tribunale speciale per la difesa dello Stato a dieci anni di carcere. Scontò sette anni di pena nel carcere di Castelfranco Emilia dove si avvicinò al Partito comunista italiano. Scarcerato il 23 agosto 1943, dopo pochi giorni si recò nuovamente a San Donà di Piave dove fu nominato membro del direttivo della sezione comunista locale.
Nel dicembre del 1943 divenne segretario federale del PCI di Venezia, sostituendo Gustavo Levorin, e nella primavera del 1944, in rappresentanza del Pci, venne designato membro del CLNRV (Comitato di liberazione nazionale regionale Veneto). Per mandato del CLNRV si occupò di ispezionare i Comitati di Liberazione locali e mantenne le reti di contatto con il CLNAI (Comitato di liberazione nazionale Alta Italia).
Dal punto di vista politico, sostenne la necessità di rendere possibile l'accesso al Comitato di liberazione regionale da parte delle organizzazioni di massa come il Fronte della Gioventù e i Gruppi di difesa della Donna e rappresentò il Partito Comunista nella giunta social-comunista del Veneto.
Alcuni mesi prima dell'insurrezione divenne vicepresidente del CLNRV e il 28 aprile 1945 ricoprì un ruolo importante nelle trattative di resa con le truppe tedesche a Venezia.
Nel dopoguerra fu confermato vicepresidente del Comitato di liberazione regionale del Veneto e nominato alla Consulta nazionale nel settembre 1945.
In questo periodo Damo continuò a ricoprire un ruolo importante nel Partito Comunista Italiano: il 5 marzo 1946 fu nominato presidente del CLNRV. Tuttavia, a partire dal 1946, all'interno del Partito iniziò a trasparire una certa insofferenza nei suoi confronti, che sfociò in una sempre più chiara emarginazione di Aldo Damo dagli incarichi più rilevanti. Nell'aprile 1946, escluso dalla lista dei candidati per l'Assemblea Costituente, rassegnò le dimissioni (poi rientrate grazie all'intervento di Pietro Secchia), e nel 1948, in disaccordo sulle designazioni delle candidature per le elezioni politiche imposte dal Partito, Damo si dimise definitivamente da tutti gli incarichi politici.
Dopo la sospensione di sei mesi comminata dal Partito Comunista nell'estate del 1948, Damo fu radiato il 13 luglio 1949.
Ritiratosi dall'attività politica, nel 1954 si trasferì a Treviso. Negli anni Settanta aderì al Partito Comunista d'Italia (marxista-leninista), divenendo presidente dei Comitati antifascisti antimperialisti. Morì il 16 gennaio 1978.